# Заматохина, Эвелина Александровна
Эвелина Александровна Заматохина (28 декабря 1938, Челябинск, СССР — 14 августа 1986, там же) — советский школьный педагог. Народный учитель СССР (1986).

## Биография
Родилась в Челябинске в декабре 1938 года. В 1960 году окончила Челябинский государственный педагогический университет и на протяжении 26 лет преподавала физику в школе № 37 (ныне лицей № 37) Челябинска. Член КПСС с 1975 года.
Педагогическая деятельность учителя включала разработку новых методов преподавания. Заматохина стала организатором первой в Челябинске учительской лаборатории (под руководством А. В. Усовой — на тот момент члена-корреспондента Академии педагогических наук СССР) и первого в области психолого-педагогического семинара. 
Заматохина — автор ряда работ по психолого-педагогическому изучению личности ученика, неоднократно участвовала в выездных заседаниях АПН СССР и Всесоюзных конференциях учителей-новаторов (1983 — Баку, 1984 — Москва, 1986 — Челябинск), её опыт оптимизации учебного процесса был одобрен коллегией Министерства просвещения СССР. Оригинальные задачи по физике её авторства включались в учебные пособия.
Умерла в августе 1986 года в Челябинске.

## Звания и награды
- Заслуженный учитель школы РСФСР (1975)[1]
- Народный учитель СССР (1986)